# Nunú

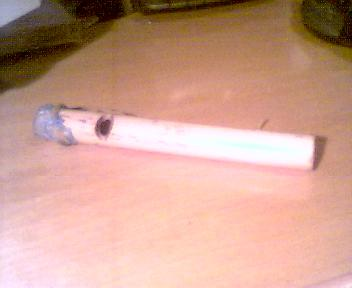
Un nunú de canya.

El nunú o nunut, xiulet de canya, kazoo o flauta de bulb és un instrument musical de la família dels membranòfons, constituït per un tub en els extrems del qual es fixa un paper de fumar o un tros de plàstic que, quan es canta per un forat fet en un costat del tub, modifica el so de la veu de la persona que canta per efecte de la vibració de la membrana. Considerat com un dels instruments musicals més fàcils de tocar que existeixen (tan sols cal agafar el to), ha estat utilitzat habitualment per músics com Pete Seeger o Paolo Conte.

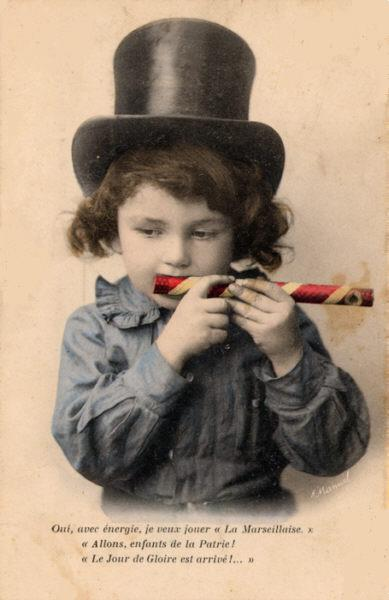
Il·lustració del 1910 d'un nen que toca el nunú francès

Un instrument estretament relacionat amb el kazoo. A diferència d'aquest, el nunú se sosté de manera horitzontal sobre la boca, quan el kazoo se sosté d'un extrem sobre aquesta.